# Ine (roi du Wessex)
Vous lisez un « bon article » labellisé en 2014.
Ine est roi du Wessex de 688 ou 689 à 726.
Il se révèle incapable de conserver les gains territoriaux réalisés par son prédécesseur Cædwalla, qui avait soumis une grande partie du Sud de l'Angleterre à son autorité. À la fin du règne d'Ine, les royaumes de Kent, de Sussex et d'Essex se sont libérés de la domination des Saxons de l'Ouest. Il parvient toutefois à garder le contrôle de l'actuel Hampshire, et il étend son royaume vers le sud-ouest aux dépens des Bretons de Cornouailles.
Ine est le premier roi du Wessex, et le premier roi anglo-saxon en dehors du Kent, à émettre un code de lois. Son texte offre un éclairage important sur l'histoire de la société anglo-saxonne et illustre la foi chrétienne d'Ine. Le commerce connaît une croissance importante sous son règne, ce dont témoigne l'expansion de la ville d'Hamwic, l'actuelle Southampton. Les premières pièces de monnaie frappées au Wessex datent vraisemblablement de cette période, bien qu'il n'en subsiste aucune portant le nom d'Ine.
Ine abdique en 726 pour se rendre en pèlerinage à Rome, suivant l'exemple de son prédécesseur. Æthelheard lui succède sur le trône du Wessex.

## Origines et avènement
La généalogie des rois du Wessex est connue par deux sources tardives : une liste de rois, la West Saxon Genealogical Regnal List, et la Chronique anglo-saxonne, une compilation annalistique réalisée à la cour du Wessex à la fin du IXe siècle. Certaines entrées de la Chronique incluent de brèves notices généalogiques qui entrent souvent en contradiction non seulement entre elles, mais également avec les informations plus détaillées fournies par la liste de rois,. En ce qui concerne Ine, toutes les versions s'accordent à en faire le fils d'un certain Cenred, lui-même le fils d'un certain Ceolwald, mais le nombre de générations qui sépare Ceolwald de Ceawlin, qui règne à la fin du VIe siècle, varie selon les textes : il est tantôt son grand-père, tantôt son arrière-grand-père. Ces incohérences semblent résulter des efforts désordonnés fournis par les compilateurs de la Chronique pour rattacher tous les rois du Wessex, y compris certains qui étaient peut-être issus d'autres familles, à la lignée de Cerdic, le fondateur semi-légendaire de la lignée royale des Saxons de l'Ouest sur le sol britannique au début du VIe siècle.
Le prédécesseur d'Ine, Cædwalla, abdique en 688 pour aller recevoir le baptême à Rome. Cependant, la liste de rois attribue un règne de 37 ans à Ine et le fait abdiquer en 726, ce qui situe son avènement en 689 et non en 688. Cet intervalle d'un an trahit peut-être une période de troubles consécutive au départ de Cædwalla. Ine semble avoir partagé le pouvoir avec son père Cenred durant les premières années de son règne : son code de lois, promulgué vers 694, reconnaît l'aide qu'il lui a apporté, et le nom de Cenred figure même avant celui de son fils sur une charte du Sussex de 692, ce qui implique qu'il avait préséance sur lui,.

## Règne

### Relations extérieures

Le Wessex et les royaumes voisins sous le règne d'Ine.

En 694, Ine obtient une compensation monétaire du royaume du Kent pour la mort de Mul, le frère de Cædwalla, brûlé vif par les habitants de ce royaume sept ans auparavant. Plusieurs manuscrits de la Chronique anglo-saxonne indiquent que la somme versée par le roi Wihtred de Kent à Ine vaut « trente mille livres ». Si ces livres correspondent à des sceattas, alors cette somme correspond au wergild (la valeur de la vie d'un homme fixée par la loi) d'un roi dans le droit mercien,.
Le Surrey constitue une région disputée entre le Kent, la Mercie, l'Essex et le Wessex. Il relève du diocèse de Londres, une ville du royaume d'Essex, ce qui semble avoir causé des tensions entre Ine et les rois de Mercie et d'Essex jusqu'au transfert de cette province au diocèse de Winchester en 705. L'introduction des lois d'Ine prouve que le Surrey est très tôt passé sous son contrôle : il y décrit l'évêque de Londres Earconwald comme « [son] évêque ». Une lettre de l'évêque de Londres Waldhere datant de 704 ou 705 mentionne « disputes et discorde » nées « entre le roi des Saxons de l'Ouest et les souverains de notre pays [Sigeheard et Swæfred] », ces derniers ayant accordé l'asile à des exilés venant du Wessex. Un concile est prévu à Brentford pour résoudre cette crise.
Ine affronte les Merciens de Ceolred à Woden's Barrow en 715, mais l'issue de la bataille n'est pas connue. Woden's Barrow est un tumulus, aujourd'hui appelé Adam's Grave, situé à Alton Priors dans le Wiltshire. Ine ne reprend peut-être pas les terres au nord de la Tamise que contrôlaient les rois avant lui, mais on sait qu'il contrôle la rive sud : une charte datée de 687 le voit faire don de terres à l'Église à Streatley, sur la Tamise, et à Basildon, située non loin,.
Le Sussex, conquis par Cædwalla en 686, reste sous le joug d'Ine pendant un certain temps. Une charte de 692 présente le roi Nothhelm (ou Nunna) de Sussex comme un parent d'Ine, peut-être par alliance. Bède décrit le Sussex comme soumis à Ine pendant « plusieurs années », ce que confirme la présence de Nothhelm aux côtés d'Ine lors d'une bataille contre les Bretons en 710.
Cette bataille est rapportée par la Chronique anglo-saxonne, qui précise qu'elle met aux prises les Saxons avec le roi Geraint de Domnonée. Le chroniqueur du XIIe siècle Jean de Worcester, qui s'appuie sur des versions de la Chronique perdues depuis, précise que Geraint est tué lors de l'affrontement. Ine conquiert le Devon et repousse la frontière avec la Domnonée jusqu'au fleuve Tamar. Néanmoins, en 722, les Bretons de Cornouailles remportent une bataille à Hehil d'après les Annales Cambriae. Les vaincus de cet affrontement sont vraisemblablement les Saxons de l'Ouest. La localisation du champ de bataille reste inconnue ; plusieurs sites ont été proposés en Cornouailles ou au Devon,.
La fin du règne d'Ine semble avoir été marquée par des troubles dynastiques. En 721, la Chronique anglo-saxonne rapporte qu'il tue un certain Cynewulf, sans plus de précisions. On ne sait rien d'autre à son sujet, mais le nom Cynewulf ressemble assez à ceux d'autres membres de la dynastie de Cerdic pour suggérer qu'il s'agissait d'un prince de sang royal, ou ætheling. L'année suivante, un ætheling nommé Ealdberht fuit le Wessex pour se réfugier « au Surrey et au Sussex ». Il est possible que cet Ealdberht ait été un fils ou un neveu d'Ine qui aurait cherché en vain à être reconnu comme son héritier. L'historien du XIIe siècle Henri de Huntingdon relie à Ealdberht un incident autrement inexpliqué rapporté par la Chronique anglo-saxonne : en 722, Æthelburg, l'épouse d'Ine, détruit Taunton, une forteresse édifiée par son mari. D'après Henri, c'est parce que Ealdberht s'y était réfugié que Taunton connaît ce sort.
Le départ d'Ealdberht pour le Surrey et le Sussex implique que ces deux régions ne sont plus soumises au Wessex en 722. Ine part en campagne contre les Saxons du Sud la même année, puis de nouveau en 725, et parvient à tuer Ealdberht lors de sa deuxième invasion du pays. Il ne semble pas pour autant être parvenu à rétablir l'autorité du Wessex sur les régions soumises par Cædwalla dans le sud-est de l'Angleterre.

### Développement administratif et économique
C'est sous le règne d'Ine que l'on trouve la première mention du rang d'ealdorman. La division du royaume en comtés similaires aux actuels Hampshire, Wiltshire, Somerset, Devon et Dorset est peut-être à porter à son crédit, bien qu'elle puisse aussi refléter des subdivisions administratives antérieures. Il est également possible que ces comtés soient issus de la division du royaume entre membres de la famille royale.
L'établissement de Hamwic ou Hamtun se fait sur la rive ouest de l'Itchen, dans l'actuelle ville de Southampton, vers 710. Les découvertes archéologiques témoignent d'une grande activité économique autour de métiers tels que la verrerie, le tissage, la forge et le travail du métal en général, ainsi que peut-être la tannerie, si l'on en croit les nombreux ossements animaux retrouvés sur le site. Divers biens importés y ont également été retrouvés, signe d'une activité commerciale importante : meules, pierres à aiguiser et poteries, ainsi que des pièces de monnaie frisonnes parmi des sceattas anglo-saxons. Le rôle d'Ine dans le développement de Hamwic est inconnu, mais des objets de luxe dont il aurait pu profiter y ont certainement transité, et la protection royale aurait sans doute été profitable aux marchands de la ville. Hamwic compte plus de 5 000 habitants, une concentration de population particulièrement importante pour l'époque et qui s'explique difficilement sans soutien royal direct,.
La croissance du commerce après 700 est à mettre en parallèle avec l'expansion de la zone de circulation du sceat, la pièce de monnaie commune de l'époque, jusqu'à la haute vallée de la Tamise. C'est vraisemblablement sous le règne d'Ine que les premières monnaies du Wessex ont été frappées, bien que l'on n'en connaisse aucune qui porte son nom ; mais les sceattas ne portaient généralement pas le nom du roi au pouvoir.

### Développement religieux

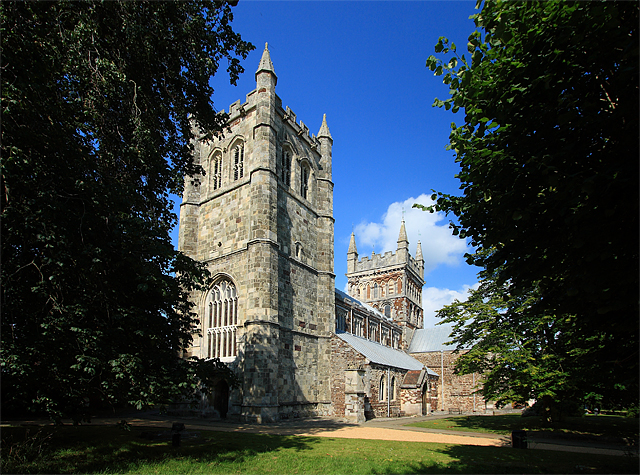
L'actuelle église de Wimborne Minster trouve son origine dans le monastère fondé par Cuthburh, la sœur d'Ine.

Ine est un roi chrétien, qui joue un rôle de patron et de protecteur vis-à-vis de l'Église : « s'il n'en fut pas l'initiateur, il apporta du moins un soutien concret à la création d'une Église organisée au Wessex à partir de monastères isolés ». Ainsi, l'introduction de son code de lois mentionne deux évêques parmi ses conseillers, Earconwald de Londres et Hædde de Winchester, et précise en outre qu'elles ont été élaborées non seulement avec l'aide de ses ealdormen et conseillers séculiers, mais aussi des évêques du royaume. Les lois elles-mêmes illustrent les convictions chrétiennes d'Ine : le serment d'un communiant est considéré comme étant davantage digne de foi que celui d'un non-chrétien, et des amendes sont prévues lorsqu'un enfant n'a pas reçu le baptême ou lorsque la dîme n'a pas été versée.
Ine apporte également sa protection à plusieurs établissements religieux, en particulier dans le jeune diocèse de Sherborne, séparé du diocèse de Winchester en 705. Ine s'oppose tout d'abord à cette division, ignorant les menaces d'excommunication de Cantorbéry, mais il finit par l'accepter après la mort de l'évêque Hædde. Les premiers monastères du Wessex sont fondés sous son règne, par deux princesses de la maison royale : Bugga, la fille du roi Centwine, et Cuthburh, la sœur d'Ine, qui fonde l'abbaye de Wimborne après s'être séparée de son époux, le roi Aldfrith de Northumbrie,. La Chronique anglo-saxonne attribue également à Ine la construction d'une église à Glastonbury, mais il s'agit vraisemblablement d'une extension ou d'une refondation, puisqu'un monastère breton y existait déjà. C'est également sous le règne d'Ine qu'est organisé le premier synode attesté au Wessex, et le roi en assure la présidence.

### Les lois d'Ine
Ine est le premier roi du Wessex à avoir émis un code de lois. Tous les textes législatifs antérieurs connus proviennent du Kent : celui d'Æthelberht (mort en 616), édicté dans les premières années du VIIe siècle, celui de Hlothhere et Eadric, émis dans les années 670 ou 680, et celui de Wihtred, à peu près contemporain de celui d'Ine. Leur datation reste incertaine, mais celui de Wihtred semble avoir été promulgué le 6 septembre 695, tandis que celui d'Ine est rédigé en 694 ou peu avant. 694 est l'année où Ine conclut un accord avec Wihtred au sujet de la compensation à verser pour le meurtre de Mul, et au-delà des dates de composition très proches, la présence dans les deux codes d'une clause formulée en des termes quasiment identiques tend à prouver qu'ils sont le fruit d'une collaboration à un certain degré entre les deux souverains. L'utilisation dans le code de Wihtred du terme gesith, caractéristique du dialecte saxon occidental, en lieu et place du terme kentien eorlcund plaide également en faveur de cette hypothèse. Les deux rois sont peut-être poussés par des motivations similaires : le désir de rehausser leur prestige, et de rétablir l'autorité après des périodes troublées dans leurs royaumes respectifs.

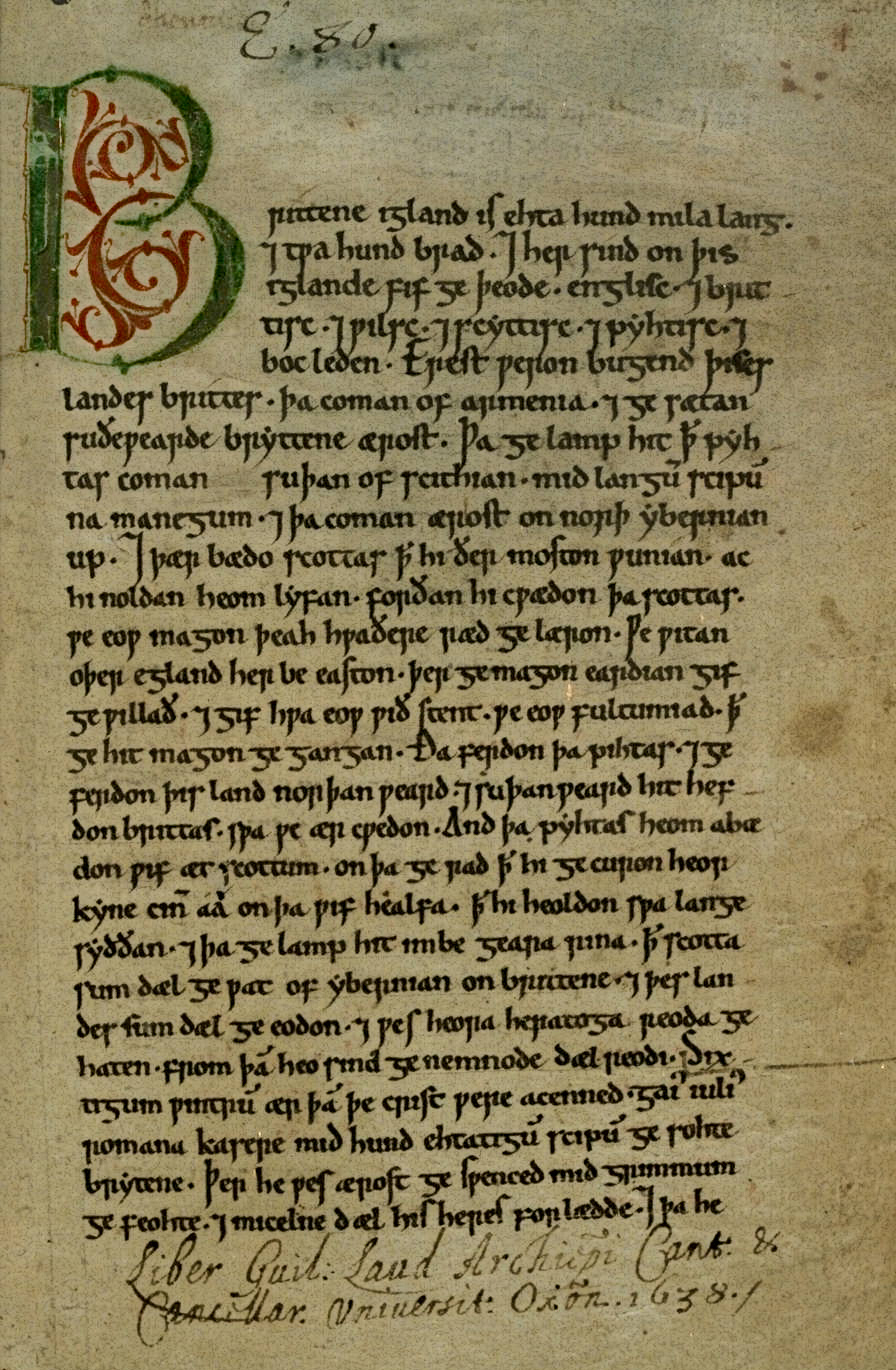
Première page de la Chronique de Peterborough, qui comprend la plus ancienne copie connue des lois d'Ine.

À la fin du IXe siècle, Alfred le Grand, lointain successeur d'Ine, intègre une copie de son code de lois en appendice de son propre code. Dans le prologue, Alfred précise qu'il a rejeté les anciennes lois qui lui déplaisaient, et il est donc possible que sa copie des lois d'Ine ne corresponde pas complètement au texte émis un siècle auparavant par son prédécesseur. Le plus ancien manuscrit connu des lois d'Ine est conservé au Corpus Christi College de Cambridge (MS 173) : il contient les codes d'Alfred et d'Ine, ainsi que la Chronique de Peterborough, qui est la plus ancienne copie connue de la Chronique anglo-saxonne. Ce manuscrit est le seul à comprendre l'intégralité du texte d'Ine. Deux autres copies partielles existent : le manuscrit Burney 277, conservé au British Museum, et le manuscrit Cotton Otho B xi, conservé à la British Library. Ce dernier comprenait à l'origine une copie complète du code de lois d'Ine, mais le manuscrit a été grièvement endommagé lors de l'incendie d'Ashburnham House en 1731, et seuls les chapitres 66 à 76.2 ont survécu aux flammes.
Le code de lois d'Ine se distingue de celui de Wihtred dans l'attention toute particulière qu'il prête aux questions civiles et criminelles. Elles autorisent les ceorls (hommes libres) à clôturer les terrains communaux, mais tout ceorl ne clôturant pas sa part et permettant à son bétail de divaguer dans les champs d'autrui est tenu responsable des dégâts causés par ses bêtes. Qu'un problème aussi mineur fasse l'objet d'une loi royale est significatif ; le code ne précise pas le rôle des seigneurs locaux dans leur application. Cette loi et d'autres montrent que les fermiers se voient concéder des terres en tenure par les seigneurs, et que les relations entre ces deux corps sont étroitement surveillées par le roi.
Les lois concernant le bétail errant constituent les plus anciennes preuves de l'existence d'un système d'openfield, pratiqué au Wessex et vraisemblablement dans tous les Midlands, jusqu'aux royaumes de Lindsey et de Deira. Ce système n'est pas pour autant présent partout au Wessex : il n'existe pas encore dans le Devon, par exemple. C'est également dans le code d'Ine que l'on trouve la première mention connue du « yard », défini comme une surface d'un quart de hide, une unité non standardisée pouvant couvrir jusqu'à 49 hectares. Ce yard est à l'origine du virgate, qui sert de base à l'exploitation des serfs au cours du Moyen Âge central. Selon Frank Stenton, « les origines de l'économie seigneuriale sont clairement visibles dans les lois d'Ine ».
Les lois présentent des clauses distinctes pour les sujets anglais et bretons d'Ine, mais ne sont ni oppressantes pour les Bretons, ni totalement égalitaires. Les éléments qu'elles fournissent concernant l'intégration imparfaite des deux populations sont confirmés par la toponymie, l'histoire des établissements religieux et l'archéologie, qui indiquent que les immigrants germaniques sont encore rares dans l'Ouest du Wessex à l'époque d'Ine. Bien qu'il soit le roi des Saxons de l'Ouest, les sujets germaniques d'Ine sont appelés Englisc dans ses lois, preuve de l'existence d'une identité anglaise commune à toutes les peuplades germaniques de Grande-Bretagne dès cette époque reculée.

## Abdication et succession

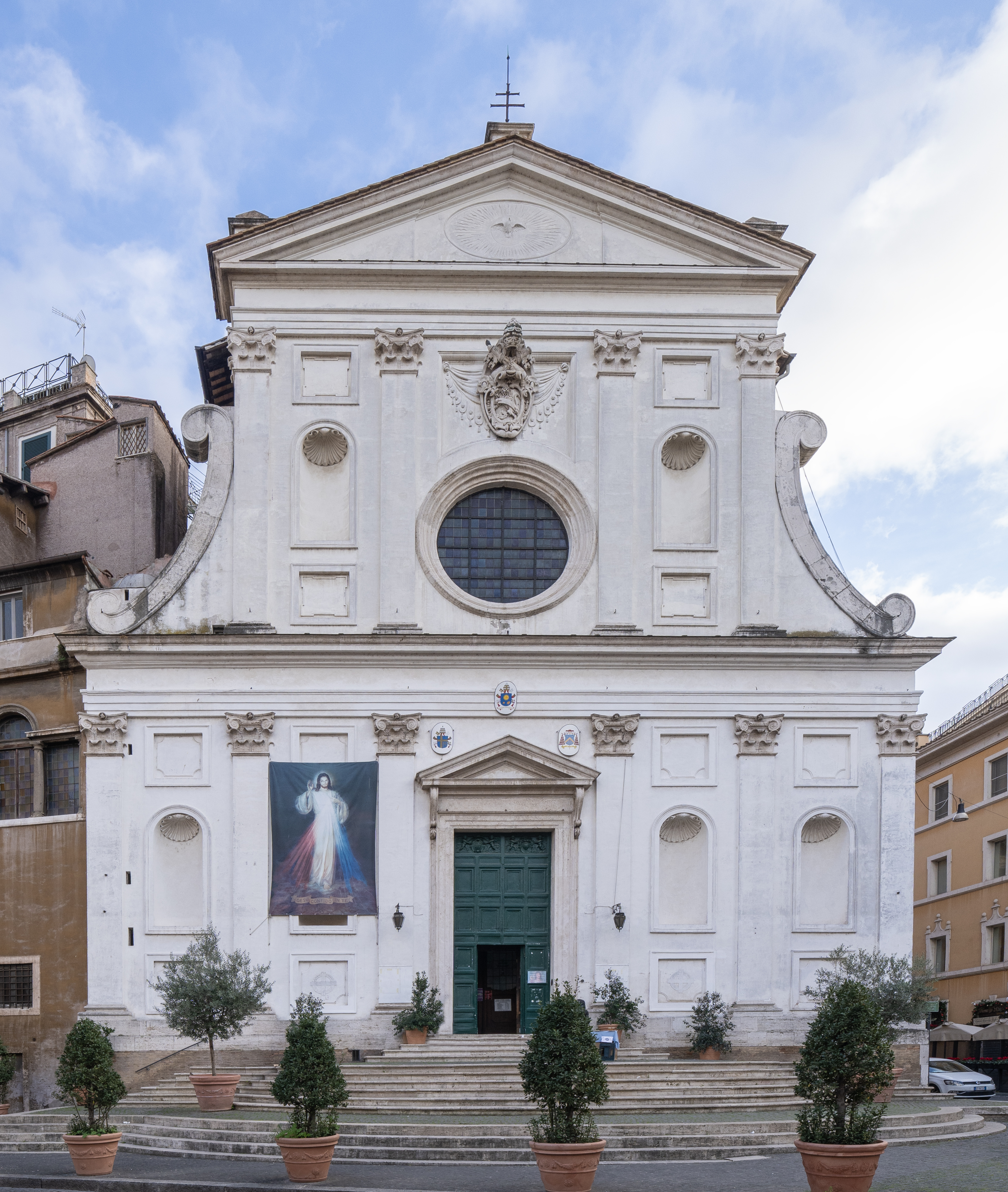
L'église Santo Spirito in Sassia est construite à l'emplacement de la Schola Saxonum qu'aurait fondée Ine après son départ pour Rome.

Ine abdique en 726 pour se rendre à Rome, où il trouve la mort à une date inconnue. Il suit en cela les traces de son prédécesseur Cædwalla. Bède rapporte que de nombreux Anglo-Saxons, « nobles ou roturiers, clercs ou laïcs, hommes ou femmes » se rendent en pèlerinage à Rome afin d'entrer plus facilement au paradis. La fondation de la Schola Saxonum, à l'emplacement de l'actuelle église Santo Spirito in Sassia, est traditionnellement attribuée à Ine, ou bien à Offa de Mercie (r. 757-796). Cette hôtellerie pour les visiteurs anglais à Rome est nommée en référence aux milices saxonnes en service dans la ville. On attribue également parfois à Ine la création du denier de Saint-Pierre.
Un certain Æthelheard succède à Ine. Des sources ultérieures font de lui un beau-frère d'Ine, mais on ignore s'ils étaient effectivement apparentés ou non. Les droits d'Æthelheard sur le trône sont contestés par un ætheling nommé Oswald, et il se peut qu'Æthelheard se soit imposé grâce au soutien de la Mercie,.
Les sources décrivent le roi Ecgberht (r. 802-839) comme un descendant d'Ingild, le frère d'Ine, mort en 718. Pour les successeurs d'Ecgberht au IXe siècle, Ine constitue un véritable modèle dans ses relations avec l'Église et dans sa façon de gouverner. Frank Stenton le décrit comme « le plus important des rois du Wessex entre Ceawlin et Ecgberht », et d'après D. P. Kirby, « il ne fait aucun doute que c'est Ine qui a scellé la création du royaume historique de Wessex, en le définissant comme un royaume chrétien où moines et lettrés pouvaient prospérer et jouer un rôle majeur dans les missions d'évangélisation outre-mer ».